# Hydrovatus
Hydrovatus är ett släkte av skalbaggar som beskrevs av Victor Ivanovitsch Motschulsky 1855. Hydrovatus ingår i familjen dykare.

## Bildgalleri

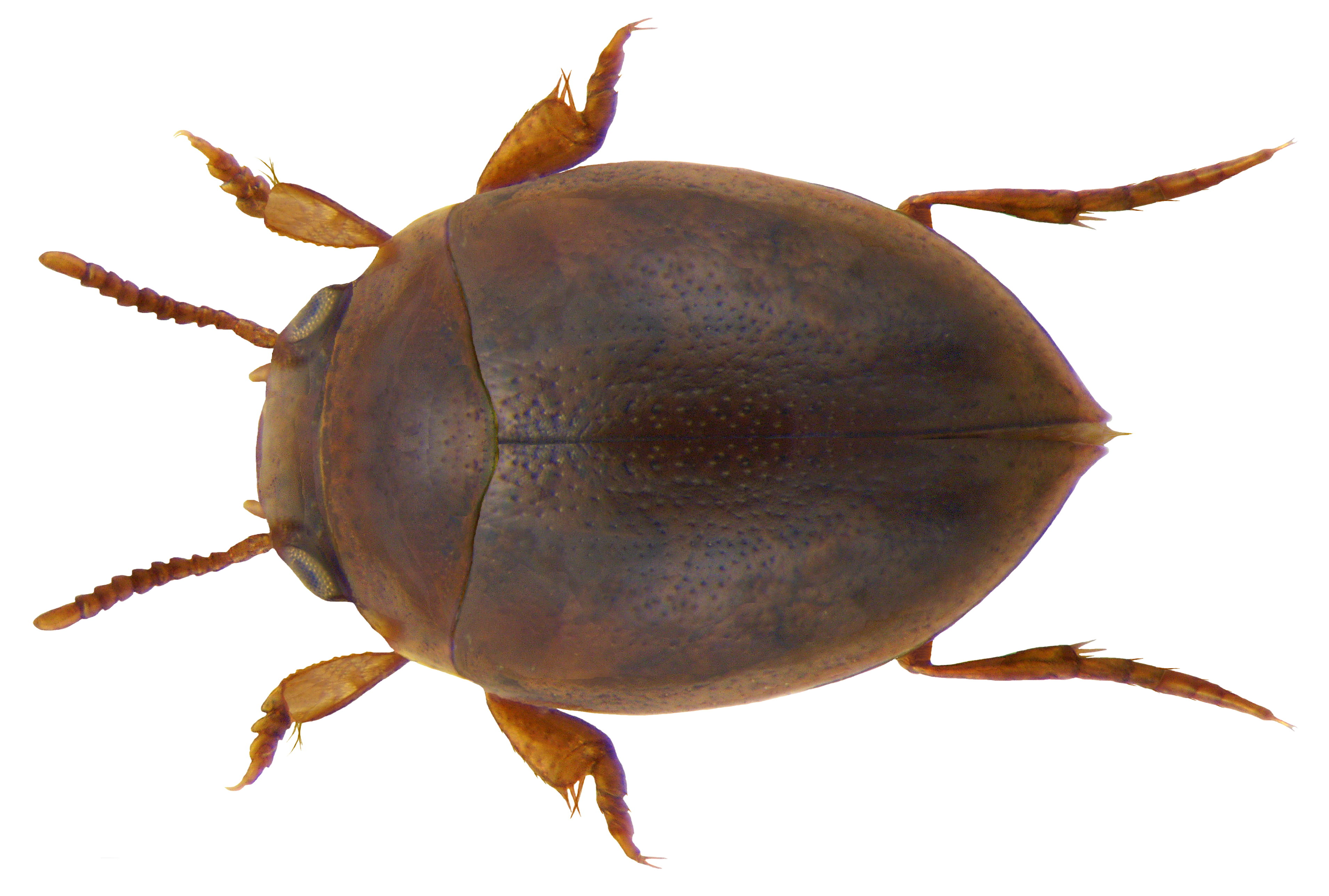
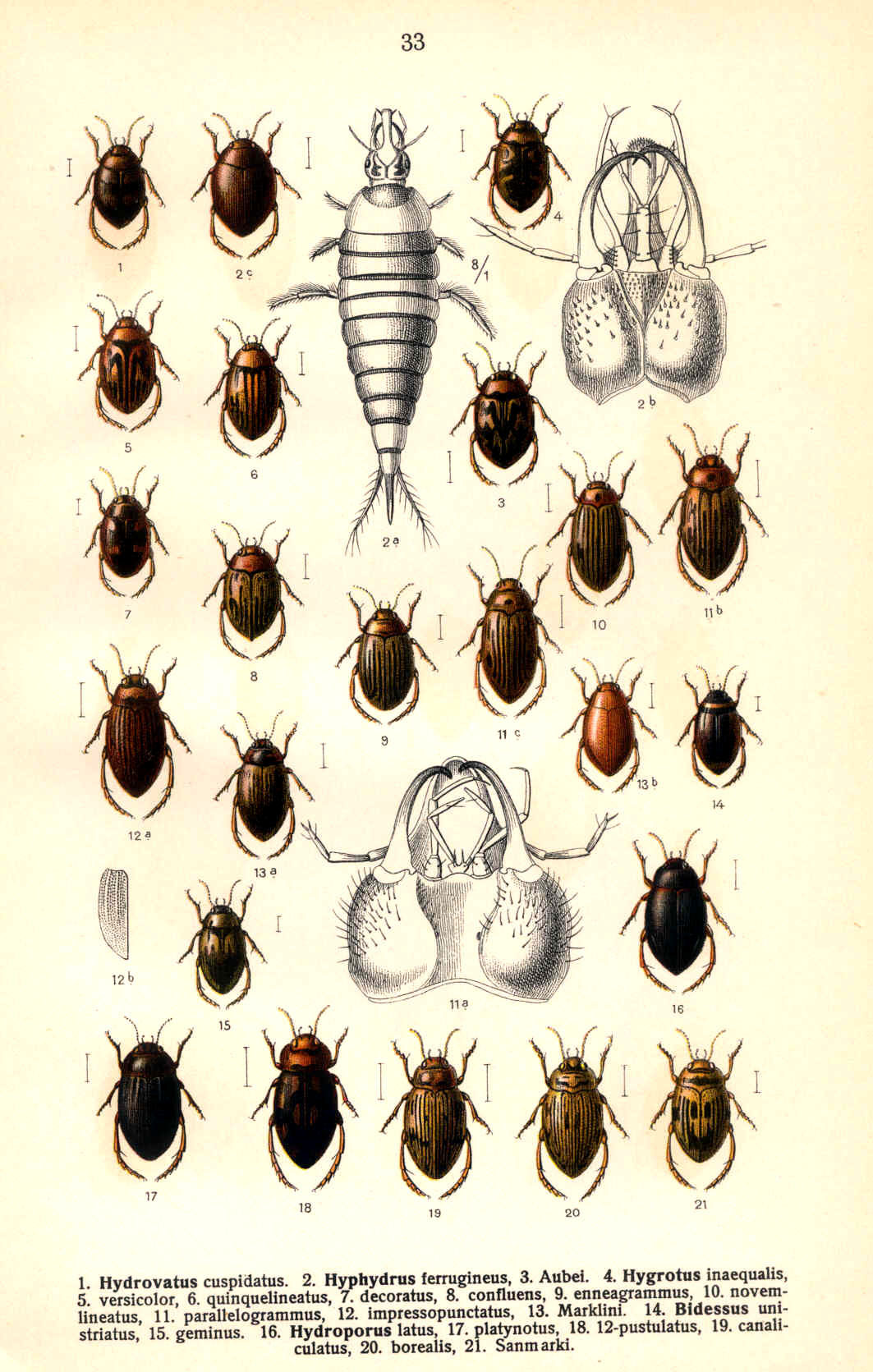
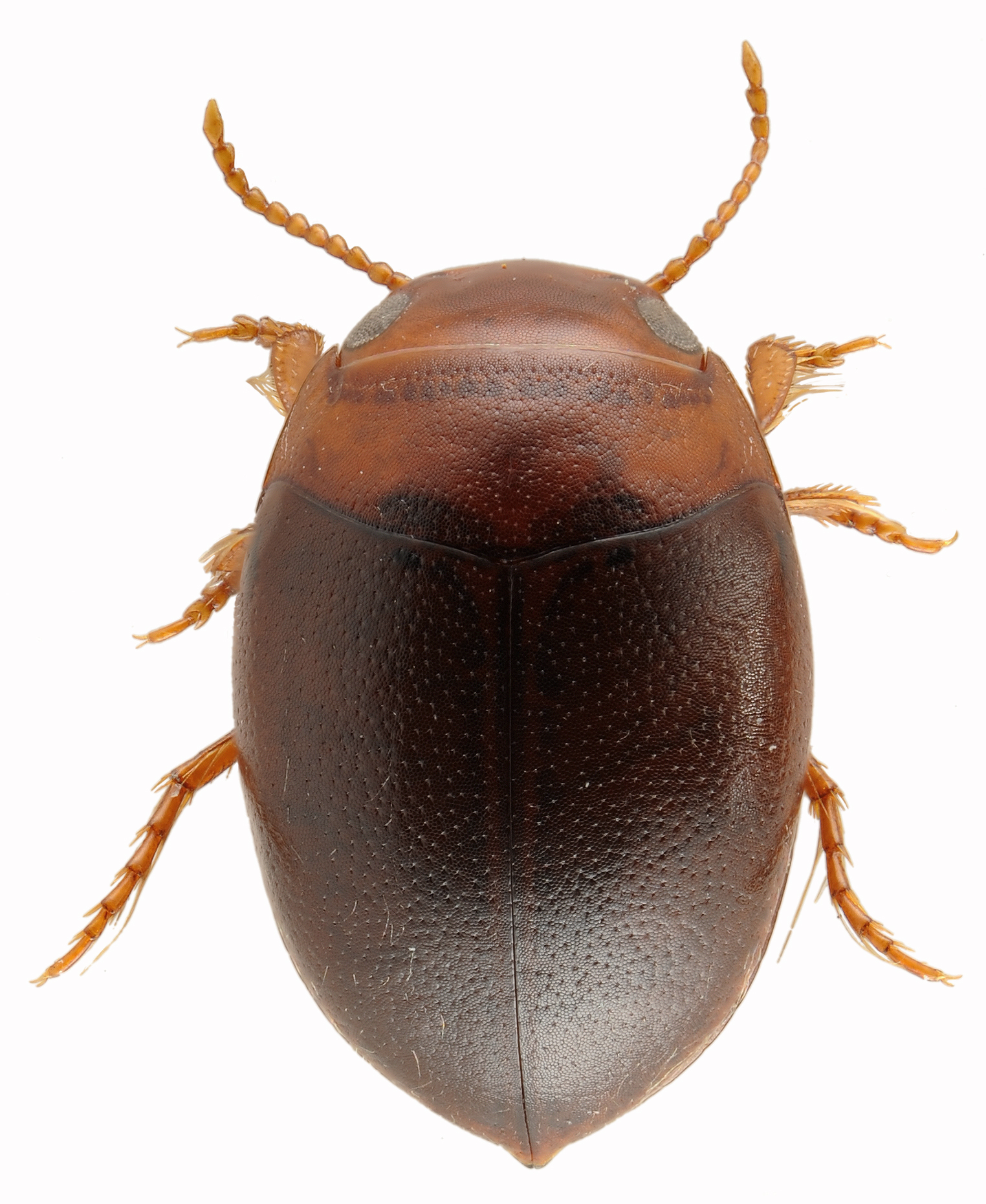

## Dottertaxa tillHydrovatus, i alfabetisk ordning[1][2]
- Hydrovatus abraeoides
- Hydrovatus absonus
- Hydrovatus acuminatus
- Hydrovatus agathodaemon
- Hydrovatus amplicornis
- Hydrovatus angusticornis
- Hydrovatus antennatus
- Hydrovatus aristidis
- Hydrovatus asemus
- Hydrovatus asymmetricus
- Hydrovatus austrocaledonicus
- Hydrovatus badeni
- Hydrovatus balfourbrownei
- Hydrovatus balneator
- Hydrovatus baptus
- Hydrovatus bedoanus
- Hydrovatus bicolor
- Hydrovatus bomansi
- Hydrovatus bonvouloiri
- Hydrovatus brancuccii
- Hydrovatus bredoi
- Hydrovatus brevipes
- Hydrovatus brevipilis
- Hydrovatus brownei
- Hydrovatus brunneus
- Hydrovatus bullatus
- Hydrovatus capnius
- Hydrovatus caraibus
- Hydrovatus cardoni
- Hydrovatus castaneus
- Hydrovatus cessatus
- Hydrovatus charactes
- Hydrovatus clypealis
- Hydrovatus collega
- Hydrovatus compactus
- Hydrovatus concii
- Hydrovatus concolor
- Hydrovatus confertus
- Hydrovatus confossus
- Hydrovatus confusus
- Hydrovatus contumax
- Hydrovatus coracinus
- Hydrovatus crassicornis
- Hydrovatus crassulus
- Hydrovatus cribratus
- Hydrovatus cristatus
- Hydrovatus cruentatus
- Hydrovatus cuspidatus
- Hydrovatus dama
- Hydrovatus davidis
- Hydrovatus dentatus
- Hydrovatus deserticola
- Hydrovatus diabolicus
- Hydrovatus difformis
- Hydrovatus duponti
- Hydrovatus enigmaticus
- Hydrovatus eximius
- Hydrovatus exochomoides
- Hydrovatus facetus
- Hydrovatus fasciatus
- Hydrovatus felixi
- Hydrovatus fernandoi
- Hydrovatus flammulatus
- Hydrovatus flebilis
- Hydrovatus fractus
- Hydrovatus frater
- Hydrovatus fulvescens
- Hydrovatus fulvicollis
- Hydrovatus gabonicus
- Hydrovatus galpini
- Hydrovatus glaber
- Hydrovatus globulosus
- Hydrovatus grabowskyi
- Hydrovatus gracilis
- Hydrovatus granosus
- Hydrovatus gravis
- Hydrovatus guignoti
- Hydrovatus guignotianus
- Hydrovatus hamatus
- Hydrovatus heterogynus
- Hydrovatus hintoni
- Hydrovatus hornii
- Hydrovatus imitator
- Hydrovatus impunctatus
- Hydrovatus inexpectatus
- Hydrovatus insolitus
- Hydrovatus irakensis
- Hydrovatus irianensis
- Hydrovatus ischyrus
- Hydrovatus jaechi
- Hydrovatus japonicus
- Hydrovatus kavanaughi
- Hydrovatus laosensis
- Hydrovatus latipalpis
- Hydrovatus leconteii
- Hydrovatus leonardii
- Hydrovatus lintrarius
- Hydrovatus longicornis
- Hydrovatus longior
- Hydrovatus longistilus
- Hydrovatus maai
- Hydrovatus macrocephalus
- Hydrovatus macrocerus
- Hydrovatus madagascariensis
- Hydrovatus marlieri
- Hydrovatus medialis
- Hydrovatus megalocerus
- Hydrovatus meridionalis
- Hydrovatus mollis
- Hydrovatus mucronatus
- Hydrovatus mundus
- Hydrovatus naviger
- Hydrovatus nefandus
- Hydrovatus nephodes
- Hydrovatus ngorekiensis
- Hydrovatus niger
- Hydrovatus nigricans
- Hydrovatus nigrita
- Hydrovatus nilssoni
- Hydrovatus nimbaensis
- Hydrovatus niokolensis
- Hydrovatus noumeni
- Hydrovatus oblongipennis
- Hydrovatus oblongiusculus
- Hydrovatus oblongus
- Hydrovatus obsoletus
- Hydrovatus obtusus
- Hydrovatus omentatus
- Hydrovatus opacus
- Hydrovatus otiosus
- Hydrovatus ovalis
- Hydrovatus parallelipennis
- Hydrovatus parallelus
- Hydrovatus parameces
- Hydrovatus parvulus
- Hydrovatus pastremus
- Hydrovatus pederzanii
- Hydrovatus peninsularis
- Hydrovatus perrinae
- Hydrovatus perssoni
- Hydrovatus pescheti
- Hydrovatus piceus
- Hydrovatus picipennis
- Hydrovatus pictulus
- Hydrovatus pilitibiis
- Hydrovatus pilula
- Hydrovatus pinguis
- Hydrovatus pisiformis
- Hydrovatus platycornis
- Hydrovatus postremus
- Hydrovatus pudicus
- Hydrovatus pulcher
- Hydrovatus pumilus
- Hydrovatus punctipennis
- Hydrovatus pustulatus
- Hydrovatus pyrrus
- Hydrovatus rangoonensis
- Hydrovatus reclusus
- Hydrovatus regimbarti
- Hydrovatus reticuliceps
- Hydrovatus rocchii
- Hydrovatus rufescens
- Hydrovatus rufoniger
- Hydrovatus samuelsoni
- Hydrovatus sandwichensis
- Hydrovatus sanfilippoi
- Hydrovatus satanas
- Hydrovatus satanoides
- Hydrovatus saundersi
- Hydrovatus schawalleri
- Hydrovatus scholaeus
- Hydrovatus seminarius
- Hydrovatus semirufus
- Hydrovatus senegalensis
- Hydrovatus seydeli
- Hydrovatus sharpi
- Hydrovatus similis
- Hydrovatus simoni
- Hydrovatus singularis
- Hydrovatus sinister
- Hydrovatus sitistus
- Hydrovatus sobrinus
- Hydrovatus soror
- Hydrovatus spadix
- Hydrovatus spissicornis
- Hydrovatus sporas
- Hydrovatus stappersi
- Hydrovatus stridulus
- Hydrovatus subparallelus
- Hydrovatus subrotundatus
- Hydrovatus subtilis
- Hydrovatus sumatrensis
- Hydrovatus suturalis
- Hydrovatus tardiosus
- Hydrovatus testudinarius
- Hydrovatus tristis
- Hydrovatus turbinatus
- Hydrovatus tydaeus
- Hydrovatus uhligi
- Hydrovatus unguicularis
- Hydrovatus unguiculatus
- Hydrovatus uniformis
- Hydrovatus validicornis
- Hydrovatus weiri
- Hydrovatus verisae
- Hydrovatus wewalkai
- Hydrovatus vicinus
- Hydrovatus villiersi
- Hydrovatus visendus
- Hydrovatus wittei
- Hydrovatus vividus
- Hydrovatus vulneratus
- Hydrovatus vulpinus
- Hydrovatus yagii
- Hydrovatus youngi